# Commando Mengele
Pour plus de détails, voir Fiche technique et Distribution.
Commando Mengele, également connu sous le titre L'Ange de la mort, est un film d'action-aventure italo-hispano-français réalisé par Andrea Bianchi et sorti en 1985.

## Fiche technique
- Titre original : Commando Mengele ou L'Ange de la mort ou Revanche commando[1]
- Titre italien : Commando Mengele
- Titre espagnol : El ángel de la muerte ou Angel of Death[2],[3]
- Réalisation : Andrea Bianchi
- Scénario : Georges Friedland, Marius Lesœur, Jesús Franco
- Photographie : Roger Fellous, Juan Soler
- Montage : Peter Reinhard
- Musique : Norbert Verrone
- Costumes : Annick Laine
- Production : Marius Lesœur, Daniel-Simon Lesœur
- Sociétés de production : Eurociné, New World Pictures
- Pays de production :  France -  Italie -  Espagne
- Langue de tournage : espagnol
- Format : couleurs - 1,66:1 - Son mono - 35 mm
- Genre : film d'action-aventure
- Durée : 92 minutes
- Dates de sortie : 
  - Espagne : 1985
  - France : 15 avril 1987
  - Belgique : 15 octobre 1987 (vidéo)

## Distribution
- Christopher Mitchum : Wolfgang von Backey
- Fernando Rey : Ohmei Felsberg
- Suzanne Andrews : Eva
- Howard Vernon : Dr Josef Mengele
- Jack Taylor : Aaron Horner
- Dora Doll : Sarah
- Jean-Claude Lerner
- Shirley Knight : Gertrud
- Antonio Mayans (sous le nom de « Robert Foster ») : Marc Logan
- Ignacio Merino Sànchez
- Angel Caballero (Cuco)
- Emilio Linder : Mickey

## Réalisation
Commando Mengele a été réalisé par le cinéaste italien Andrea Bianchi qui était alors « le nouvel homme à tout faire » de la société de production française Eurociné. Le film est parfois attribué, sur certains sites internet, et sur des blogs, à Bianchi ainsi qu'à un autre cinéaste ayant souvent travaillé pour Eurociné : Jess Franco. Franco, dit-on, en aurait commencé le tournage. Ceux qui l'affirment s'appuient sur plusieurs arguments. D'abord, Commando Mengele est l'adaptation d'un scénario écrit par Franco sous le pseudonyme qu'il utilise habituellement en tant que scénariste (David Khune). Ensuite, plusieurs acteurs sont des collaborateurs réguliers du cinéaste espagnol (Antonio Mayans, Howard Vernon, Jack Taylor) ou des acteurs qui avaient déjà joué ou joueront dans au moins un de ses films (Fernando Rey, Shirley Knight, Emilio Linder, Christopher Mitchum). Enfin, et c'est l'argument qui semble le plus fort, Franco avait effectivement commencé le tournage d'un film avec Vernon dans le rôle de Mengele. Jamais distribué en salles et probablement jamais achevé, ce film est connu sous les titres Gentes del rio et El hombre que mato a Menguélé. On pourrait donc croire que le métrage initialement filmé par Franco a été ensuite, à la demande d'Eurociné, complété par Andrea Bianchi et qu'il a finalement été intégré dans Commando Mengele. Mais ce n'est pas le cas si on se fie à ce qu'écrivent les historiens du cinéma qui, comme Christophe Bier, se sont intéressés à Eurociné ou qui, comme Alain Petit et Stephen Thrower, ont étudié l'œuvre de Franco : selon eux, Gentes del rio / El hombre que mato a Menguélé n'est pas le même film que Commando Mengele / El ángel de la muerte, et le film signé par Bianchi ne contient pas les plans tournés auparavant par Franco.

## Accueil critique
« Commando Mengele est comme beaucoup d'Eurociné une franche rigolade qu'on regarde entre amis afin de passer une soirée un peu fofolle, ce genre de petit plaisir coupable qu'on apprécie décortiquer tant il y a d'âneries à la chaine »

— critique du site Maniaco-deprebis